# Адвент-Сити
Адвент-Сити (норв. Advent City) — заброшенный поселок, расположенный на восточной стороне Адвентфьорда на острове Западный Шпицберген на Шпицбергене, Норвегия. Он с 1904 по 1917 год служил в качестве лагеря добытчиков угля, работавших на Spizbergen Coal and Trading Company Limited (Шеффилд, Великобритания). Один барак был построен в первый год, дополнительные здания последовали только в 1905 году, в том числе пекарня и две улицы. Все поселковые здания были перемещены в Хьёртхамн в 1916 и 1917 гг.